# Каарсут
Каарсут (гренл. Qaarsut, в старой орфографии — Qaersut) — поселение в составе коммуны Каасуитсуп. Расположено на северо-восточном побережье полуострова Нууссуак. Здесь функционировала старейшая шахта в Гренландии в 1778—1924 годах.

## Транспорт
В Каарсуте есть аэропорт, который был торжественно открыт 29 сентября 1999 года. Осуществляются вылеты из Каарсут в Уумманнак.